# Ladislav Mejzlík
Ladislav Mejzlík (* 1. května 1961 Karlovy Vary) je proděkanem pro rozvoj Fakulty financí a účetnictví Vysoké školy ekonomické v Praze.

## Život a kariéra
Ladislav Mejzlík absolvoval v roce 1984 VŠE v Praze, kde pracoval na katedře finančního účetnictví a auditingu nejprve jako odborný asistent, zástupce vedoucího katedry a v letech 2006–2014 jako vedoucí katedry. V roce 2014 byl zvolen poprvé a v roce 2018 podruhé děkanem Fakulty financí a účetnictví VŠE v Praze. V roce 1993 složil auditorské zkoušky a v letech 2010–2014 byl dvakrát zvolen prvním viceprezidentem Komory auditorů ČR. Od roku 2004 zastupuje Fakultu financí a účetnictví VŠE v Praze v Národní účetní radě a v letech 2004–2010 zastupoval ČR v European Accounting Association. Odborně se specializuje na oblast využití informačních a komunikačních technologií v účetnictví a auditingu a na regulaci a harmonizaci účetnictví v mezinárodním měřítku a v těchto oblastech je znám přednáškovou a publikační činností. Je členem poradní komise Ministerstva financí ČR pro účetnictví, členem redakčních rad odborných časopisů a členem vědeckých rad Vysoké školy ekonomické v Praze, Fakulty financí a účetnictví VŠE v Praze a Fakulty hospodárskej informatiky Ekonomické univerzity v Bratislavě a PEF Mendelovy univerzity v Brně.

#### Vzdělání
- 1980 – 1984 vysokoškolské studium na VŠE v Praze, obor „ekonomické informace a kontrola“, ukončené státní závěrečnou zkouškou a obhajobou diplomové práce na téma „Variantní flexibilní rozpočty nákladů“;
- 1986 dvousemestrální postgraduální studium vysokoškolské pedagogiky na Ústavu pro rozvoj vysokých škol Praha ukončeno zkouškou a obhajobou závěrečné práce;
- 1991 letní škola na Wirtschaftsuniversität Wien na základě stipendia rakouského ministerstva školství – ukončena zkouškou;
- 1993 auditorská zkouška – získáno osvědčení auditora Komory auditorů České republiky;
- 1998 – 2003 doktorské studium na VŠE v Praze, obor účetnictví a finanční řízení podniku, ukončeno obhajobou doktorské disertační práce „Soudobé účetní formy a techniky“ a získán titul Ph.D.;
- 2006 habilitační řízení na Fakultě financí a účetnictví VŠE v Praze ukončené získáním titulu docent.

#### Zaměstnání
- 1984 – nyní Vysoká škola ekonomická v Praze * asistent a odborný asistent na katedře účetnictví Fakulty financí a účetnictví; * od roku 1994 zástupce vedoucí katedry finančního účetnictví, * od roku 2006 vedoucí katedry finančního účetnictví a auditingu; * od 1. dubna 2014 děkan Fakulty financí a účetnictví VŠE v Praze
- 1985 – 1989 vedlejší pracovní úvazek jako metodik informační soustavy Autoturist Praha.
- 1990 vedlejší pracovní úvazek v Investiční bance jako metodik správy portfolia cenných papírů;

#### Pedagogická činnost
- 1998 – dosud vybudování, garantování a přednášení kurzu „Využití počítačů v účetnictví“ na FFÚ VŠE v Praze
- 2000 – dosud příprava a vedení odborných seminářů na téma „Vybrané problémy implementace IFRS v ČR“ a „Využití ICT v účetnictví“
- 2010 – dosud výuka předmětu „Standardizace finančního účetnictví (Standardizace účetních výkazů)“ v doktorském studiu oboru Účetnictví a finanční řízení podniku na FFÚ VŠE v Praze.
- 2006 – dosud školitel doktorandů v doktorském studijním programu „Účetnictví a finanční řízení podniku.
- 2000 – dosud příprava a přednášení kursů celoživotního vzdělávání „Mezinárodně uznávané účetní standardy“ a „Finanční účetnictví pro pokročilé“ pořádané katedrou finančního účetnictví pro veřejnost a rovněž semestrálních kurzů připravovaných pro konkrétní organizace (Severočeské doly, a. s., Česká školní inspekce apod.).
- 1994 – dosud lektorský podíl na přípravě auditorů ke zkoušce pro Komoru auditorů ČR, lektorská účast v systému kontinuálního profesního vzdělávání Komory auditorů ČR, přednášky v rámci certifikace účetních Svazu účetních, vedení odborných vzdělávacích seminářů pro Nejvyšší kontrolní úřad a celá řada přednášek pro odbornou veřejnost prostřednictvím nejrůznějších vzdělávacích institucí (BOVA, VOX, IIR, Point Consulting, Controller-Institut, Komora daňových poradců ČR apod.).

#### Vědecko-výzkumná činnost
- 2008 – 2010 – GAČR „Analýza nákladů a přínosů přechodu na IFRS v českých veřejně obchodovaných společnostech“, registrační číslo 402/08/0748 jako hlavní řešitel
- 2012 – 2014 – GAČR „IFRS jako alternativní účetní standardy pro zjištění daňového základu: Dopady na konkurenceschopnost malé otevřené ekonomiky“, registrační číslo P403/12/1901, jako hlavní řešitel
- 1998 – 1999 GAČR „Analýza rozdílů účetní soustavy České republiky a mezinárodních účetních standardů, určení priorit jejich řešení“ jako hlavní řešitel
- 2001 – 2003 GAČR „Americké účetní standardy (US GAAP) a jejich role v celosvětové harmonizaci“ jako člen řešitelského kolektivu
- 2010 – 2012 GAČR „Komparativní analýza národních účetních a daňových systémů v EU s důrazem na přeshraniční fúze“ jako člen řešitelského kolektivu
- 2000 – 2006 koordinátor a překladatelem podstatné části Mezinárodních standardů účetního výkaznictví a člen redakční rady pro jejich překlady. Od roku 2004 zástupce ČR v Review Committee pro překlady IFRS v EU.
- 2005 – 2007 podíl na projektu implementace XBRL v České republice – součást 6. rámcového projektu EU pro financování rozvoje informační společnosti v EU.
- 2005 – 2007 podíl na překladu Mezinárodních účetních standardů pro veřejný sektor (IPSAS) pro Nejvyšší kontrolní úřad ČR a člen redakční rady pro správnost překladu těchto standardů jmenované prezidentem NKÚ.
- 2005–2012 zapojení do Výzkumného záměru Fakulty financí a účetnictví VŠE v Praze s názvem „Rozvoj finanční a účetní teorie a její aplikace v praxi z interdisciplinárního hlediska – spoluřešitel v podskupině „Mezinárodní harmonizace účetnictví a české účetní standardy“ a vedoucí samostatné podskupiny „Informatizace účetnictví“.

#### Publikační činnost (k 1.2.2014)
- Je autorem a spoluautorem dvou monografií a kromě studijních materiálů a skript pro kursy vyučované na Vysoké škole ekonomické v Praze
- Je autorem a spoluautorem odborných článků a statí v recenzovaných (24 z toho 6 zahraničních) i nerecenzovaných (43) časopisech.
- Dále je autorem příspěvků ve sbornících z vědeckých a odborných konferencí jak v ČR (23), tak i v zahraničí (20).
- Je autorem překladu textu vybraných Mezinárodních standardů účetního výkaznictví (IFRS) z angličtiny do češtiny (23) a textu vybraných Mezinárodních účetních standardů pro veřejný sektor (IPSAS) z angličtiny do češtiny.

#### Citace v publikacích jiných autorů (k 1.2.2014)
- Celkem 12 citací v publikacích jiných autorů – SCI, SSCI, Scopus, Web of Science
- Celkem 49 ostatních citací v publikacích jiných autorů nevedených v citačních databázích

#### Členství v mezinárodních/zahraničních odborných společnostech, redakčních radách a organizacích
- 1994 – dosud člen Evropské účetní asociace (EAA – European Accounting Association);
- 2004 člen Executive Committee EAA a generální tajemník 27. výročního kongresu EAA v Praze;
- 2005 – 2011 zvolen členem EAA Board of Representatives – národním koordinátorem Evropské účetní asociace (EAA) pro ČR;
- 2000 – 2007 člen Redakční rady pro překlady IFRS do češtiny International Accounting Standards Committee Foundation);
- 2004 – 2007 člen výboru pro korekturu překladů IFRS pro Evropskou unii (EU Review Committee);
- 2005 – 2007 koordinátor projektu EU pro implementaci XBRL v ČR (součást 6. rámcového programu EU pro rozvoj informační společnosti);
- 2005 – dosud člen Americké účetní asociace (AAA – American Accounting Association)
- 2005 – 2007 člen Redakční rady pro překlady IPSAS do češtiny (Nejvyšší kontrolní úřad)

#### Členství v tuzemských odborných společnostech, redakčních radách a organizacích
- 1991 – 1993 člen Akademického senátu Fakulty financí a účetnictví VŠE v Praze;
- 1991 – 2001 člen Akademického senátu VŠE v Praze;
- 1998 – 2001 člen Ekonomické komise akademického senátu VŠE v Praze;
- 1998 – 2001 tajemník akademického senátu VŠE v Praze
- 2002 – 2014 člen Poradní skupiny rektora VŠE v Praze pro finance a rozpočet;
- 1993 – dosud auditor – člen Komory auditorů ČR,
- 1994 – dosud zkušební komisař a člen zkouškových komisí KA ČR, garant za dílčí zkoušku auditorů z ICT pro auditory;
- 2004 – 2014 člen Výboru pro kontinuální vzdělávání Komory auditorů ČR;
- 2004 – dosud zástupce FFÚ VŠE v Praze v Národní účetní radě;
- 2010 – 2014 předseda Výboru pro vnější vztahy a předseda redakční rady časopisu „Auditor“ vydávaného Komorou auditorů ČR
- 2010 – 2014 první viceprezident Komory auditorů ČR
- 2007 – 2016 předseda ediční rady časopisu „Acta Oeconomica Pragensia“ vydávaného VŠE v Praze
- 2016 – dosud předseda ediční rady Českého finančního časopisu a European Financial and Accounting Journal vydávaných Fakultou financí a účetnictví VŠE v Praze

#### Členství ve vědeckých radách, oborových radách a komisích
- 2008 – dosud člen vědecké rady Fakulty financí a účetnictví na VŠE v Praze
- 2010 – dosud člen Komise pro koncepce a rozvoj účetnictví a auditu Ministra financí ČR
- 2014 – dosud člen vědecké rady Vysoké školy ekonomické v Praze
- 2018 – dosud člen vědecké rady Fakulty hospodárskej informatiky Ekonomické univerzity v Bratislavě
- 2018 – 2022 člen vědecké rady Mendelovy univerzity v Brně
- 2022 – dosud člen vědecké rady Provozně ekonomické fakulty Mendelovy univerzity v Brně

#### Zahraniční studijní/přednáškové pobyty a stáže
- 1985 studijní pobyt na katedře účetnictví Moskevského ekonomicko-statistického institutu;
- 1989 studijní pobyt na katedře účetnictví Hochschulle für Ekonomie Berlin;
- 1991 studijní pobyt na Wirtschaftsuniversität Wien na základě stipendia rakouského ministerstva školství – ukončena zkouškou;
- 1994 studijni pobyt na University of Stirling, Skotsko v rámci výměnného programu Tempus/Phare ukončen zkouškou a diplomem;
- 2006 přednáškový pobyt na Žitomirské státní technologické univerzitě – přednáška „Účetní systém ČR a jeho právní regulace“.
- 2010 přednáškový pobyt na Státní ekonomické univerzitě v Oděse v MBA programu “Implementation of IFRS in EU and the Czech Republic“.
- 2014 výuka kurzu finanční účetnictví v Moskvě v ruštině v rámci studijního programu „Ekonomika a management“ FPH VŠE v Praze

#### Jazykové znalosti
- anglicky, německy, rusky